# Vertigo Motors

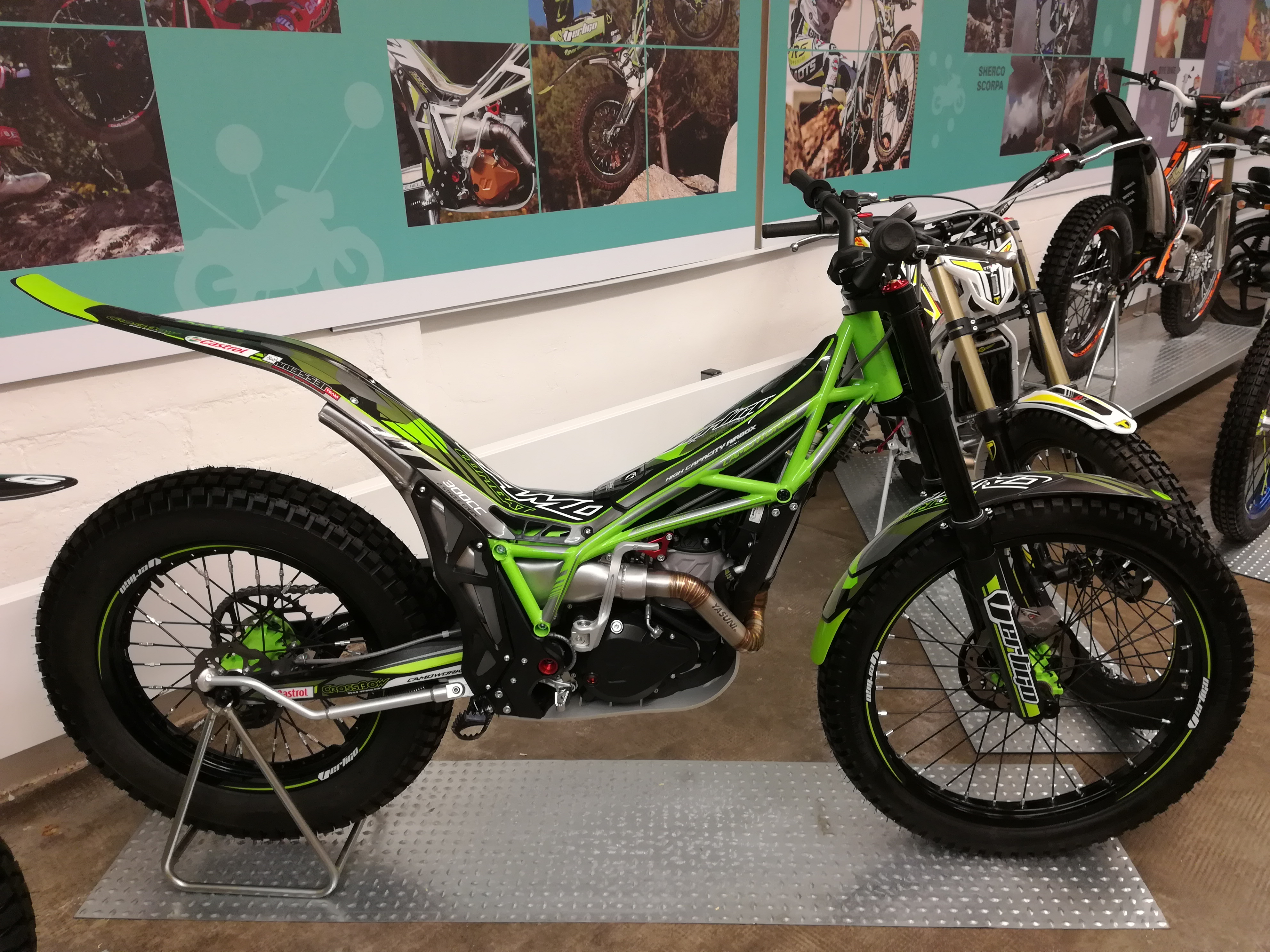
Vertigo Combat (2017)

Vertigo Motors SL is een spaans bedrijf dat trialmotoren produceert onder de merknaam Vertigo. Het bedrijf werd in 2012 opgericht door Manel Jané. Tot en met september 2015 investeerde Jané meer dan 4,5 miljoen euro in het bedrijf.
Jané huurde in 2013 de Britse trialrijder Dougie Lampkin in als testrijder en ontwikkelaar voor de ontwikkeling van het eerste model. Lampkin reed onder andere de Scottish Six Days op een prototype om het model te testen. James Dabill werd aangetrokken om deel te nemen aan het Brits nationaal kampioenschap, en aan de strijd om de wereldtitel. In 2016 werd het team versterkt met Jeroni Fajardo.
Vertigo produceert een enkel motorfietsmodel, de Combat, verkrijgbaar in drie verschillende versies: Combat Ice Hell, Combat Camo Works en Combat Titanium R. Het is een lichtgewicht en veelzijdige motorfiets, uitgerust met een tweetakt-injectiemotor van 300 cc en een buisvormig chassis. Het model werd officieel gepresenteerd in november 2014 op de EICMA Milan Exhibition. De verkoop aan consumenten begon begin 2016.